# 劉瀾
劉瀾，直隸順天府霸州人，清朝初年政治人物。

## 生平
順治二年（1645年）舉乙酉科順天府鄉試，順治三年（1646年）聯登丙戌科進士，授兵部主事，后至兵部郎中。順治十四年，升任福建按察使司佥事、分巡建南道。